# Hank Penny

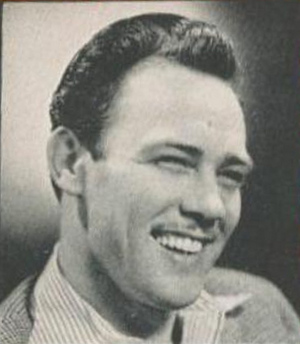
Hank Penny (1944)

Hank Penny (* 18. September 1918 als Herbert Clayton Penny in Birmingham, Alabama; † 17. April 1992) war ein US-amerikanischer Country-Sänger, der in den 1940er Jahren in Kalifornien als Bandleader erfolgreich war.

## Leben und Wirken
Hank Penny begann seine musikalische Karriere 1936 in New Orleans. Bei einer lokalen Radiostation arbeitete er zunächst als Solist. Seine Vorliebe galt dem Western Swing, der in diesen Jahren populär wurde. 1937 kehrte er in seine Heimatstadt Birmingham, Alabama zurück, wo er die Band Radio Cowboys gründete. 1938 wurde die erste Schallplatte veröffentlicht, wenig später zog die Band nach Nashville. Die Radio Cowboys lösten sich Anfang der 1940er Jahre auf, nachdem mehrere Mitglieder zum Militär eingezogen worden waren.
Auf Einladung von Merle Travis zog Penny 1945 nach Kalifornien, wo es in jenen Jahren eine lebendige Country-Szene gab, die von Bandleadern wie Spade Cooley oder Tex Ritter dominiert wurde. Nach Ende des Zweiten Weltkriegs boomten die Tanzhallen; der unbeschwerte Western Swing erlebte eine Blütezeit. Dank seiner Freundschaft mit Merle Travis fand Penny schnell Anschluss. Cooley und dessen Manager ermöglichten ihm 1946 die Zusammenstellung einer eigenen Band, den Penny Serenadas.
Neben seinen regelmäßigen Auftritten in den riesigen Tanzhallen der Westküste, spielte er erfolgreiche Schallplatten ein. Mit Steel Guitar Stomp und Get Yourself A Redhead konnte er sich in der Top-10 platzieren. Ab 1950 ließ der Western-Swing-Trend nach, und Penny konzentrierte sich mehr und mehr auf Radioauftritte. 1952 heiratete er die Sängerin Sue Thomson. Kurzzeitig hatte er eine eigene Fernsehshow. 1954 zog er nach Las Vegas, wo er sieben Jahre lang im Golden Nugget auftrat; in seiner Begleitband spielte der Jazz-Musiker Arno Marsh. Anfang der 1970er Jahre kehrte er für einige Zeit nach Nashville zurück, bevor er sich in Kalifornien zur Ruhe setzte.
Hank Penny, der immer im Schatten berühmterer Kollegen wie Spade Cooley oder Merle Travis stand, erlag am 17. April 1992 einem Herzinfarkt.